# Otto Wilhelm von Fersen

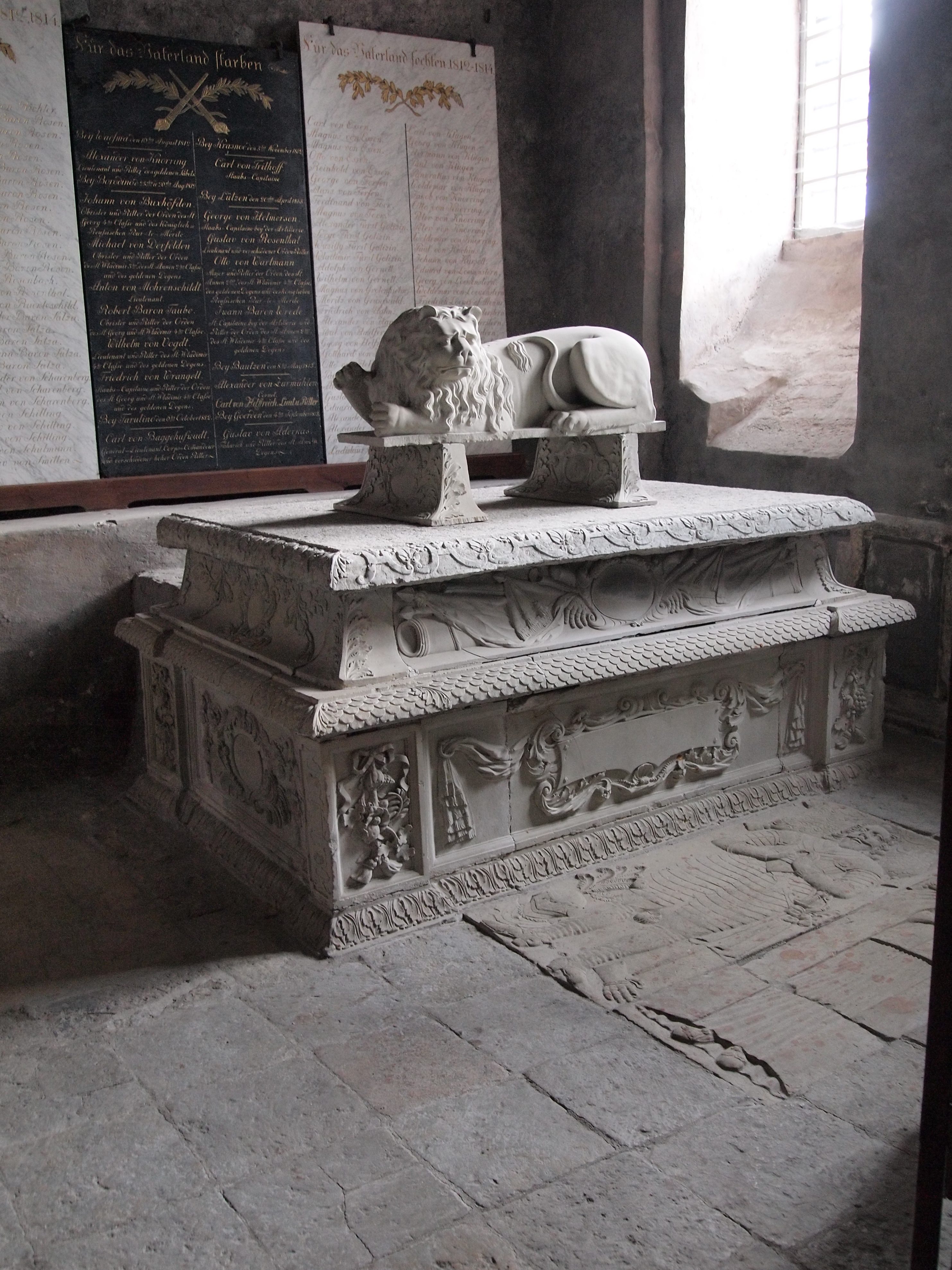
Otto Wilhelm von Fersens gravmonument i Tallinns domkyrka. Bildhuggare troligen är Johan Gustaf Stockenberg.

Otto Wilhelm von Fersen, född 1623 i Reval, död 23 april 1703, var en svensk friherre och militär; han var generalguvernör i Ingermanland och Kexholms län 1691-98, blev fältmarskalk 1693. Han var son till Herman von Fersen den äldre och kusin till Fabian von Fersen. 

## Biografi
von Fersen blev 1642 hovjunkare, 1643 kornett, deltog därefter i Torstensons krig och Trettioåriga kriget innan han för en tid gick i fransk tjänst. Vid återkomsten blev han kammarherre 1654, överstelöjtnant vid Livgardet 1655 och överste 1657. Han deltog med utmärkelse i Karl X Gustavs polska krig. 1660 blev han lantråd i Livland och 1674 generallöjtnant vid kavalleriet.
Han förde befälet över den framgångsrika högra flygeln under slaget vid Lund 1676. När han fick höra rykten om att den danske kungen gått igenom isen på Kävlingeån red han trots intensiv dansk eldgivning från andra sidan ån ned till stranden för att spana efter den danske regenten. Han träffades då av två skott i ansiktet och undkom med knapp nöd med livet i behåll. Han placerades i en ambulansvagn som oturligt överfölls och plundrades av en dansk strövkår. Otto Wilhelm von Fersen fördes sedan som fången till Danmark, men tycks ha utväxlats tidigt eftersom han kunde deltaga i svenska aktioner i Preussen 1678.
Han avled på sitt lantgods Kurnal vid Reval (Tallinn) och är begravd i Tallinns domkyrka.